# Klätterbaronen
Klätterbaronen är en magiskt realistisk roman skriven 1957 av den italienska författaren Italo Calvino.
Klätterbaronen är den andra delen i en trilogi som även innehåller Den tudelade visconten (1952) och Den obefintlige riddaren (1957). Romanen utspelar sig på sjuttonhundratalet och handlar om en pojke som klättrar upp i ett träd för att där tillbringa resten av sitt liv.